# Bronwood
Bronwood és una població dels Estats Units a l'estat de Geòrgia. Segons el cens del 2000 tenia 513 habitants.

## Demografia
Segons el cens del 2000, Bronwood tenia 513 habitants, 186 habitatges, i 124 famílies. La densitat de població era de 250,7 habitants per km².
Dels 186 habitatges en un 36,6% hi vivien nens de menys de 18 anys, en un 38,7% hi vivien parelles casades, en un 23,1% dones solteres, i en un 32,8% no eren unitats familiars. En el 31,2% dels habitatges hi vivien persones soles el 15,6% de les quals corresponia a persones de 65 anys o més que vivien soles. El nombre mitjà de persones vivint en cada habitatge era de 2,67 i el nombre mitjà de persones que vivien en cada família era de 3,35.
Per edats la població es repartia de la següent manera: un 33,1% tenia menys de 18 anys, un 8,2% entre 18 i 24, un 25% entre 25 i 44, un 18,3% de 45 a 60 i un 15,4% 65 anys o més.
L'edat mediana era de 34 anys. Per cada 100 dones de 18 o més anys hi havia 70,6 homes.
La renda mediana per habitatge era de 20.250 $ i la renda mediana per família de 28.750 $. Els homes tenien una renda mediana de 25.446 $ mentre que les dones 16.719 $. La renda per capita de la població era de 12.140 $. Entorn del 26,3% de les famílies i el 25,4% de la població estaven per davall del llindar de pobresa.

## Poblacions més properes
El següent diagrama mostra les poblacions més properes.